# Epitacio Sánchez
Epitacio Sánchez (Jilotepec, 1790- 1823) fue un militar mexicano. Como coronel del Primer Imperio mexicano, participó en el pronunciamiento Iturbidista del sargento Pío Marcha, del cual aclamó a Agustín de Iturbide como Emperador.

## Trayectoria
Fue uno de los insurgentes que participaron en la Independencia de México. Militó bajo las órdenes de Ramón López Rayón. Fue nombrado capitán de un pequeño grupo de caballería que operó en las zonas de Zitácuaro, Sultepec y Tenango. En octubre de 1812 participó en el fallido asalto a Ixmiquilpan durante el cual defeccionó Francisco Villagrán.
La desobediencia entre Epitacio Sánchez y Atilano García ocasionaron la muerte de muchos insurgentes. Ignacio López Rayón reunió a ambos y los envió a Monte Alto, al coronel Cruz a Tenancingo y a los hermanos Polo a Aculco (José Rafael Polo, José Trinidad y Manuel Polo) y campo de Ñadó, para que engrosaran sus divisiones.
Se indultó en mayo de 1816. Cinco años más tarde se unió al Plan de Iguala en Huichapan. Con apenas treinta hombres, participó con Mariano Paredes y Arrillaga en una acción militar contra las tropas realistas del comandante Domingo Estanislao de Luaces y el teniente coronel Froilán Bocinos en el paraje de Arroyo Hondo cerca de Querétaro. A pesar de encontrarse en franca desventaja numérica, resultó ser una victoria para los independentistas, quienes recibieron como premio por este enfrentamiento un escudo con el lema "30 contra 400". Agustín de Iturbide le dio el rango de brigadier y lo puso al mando de los granaderos imperiales.
Consumada la Independencia e instaurado el Primer Imperio Mexicano fue enviado a las órdenes José Gabriel de Armijo para participar en la batalla de Almolonga. Sánchez avanzó su caballería pero fue muerto de un balazo en la cabeza.